# Fibrat de marc

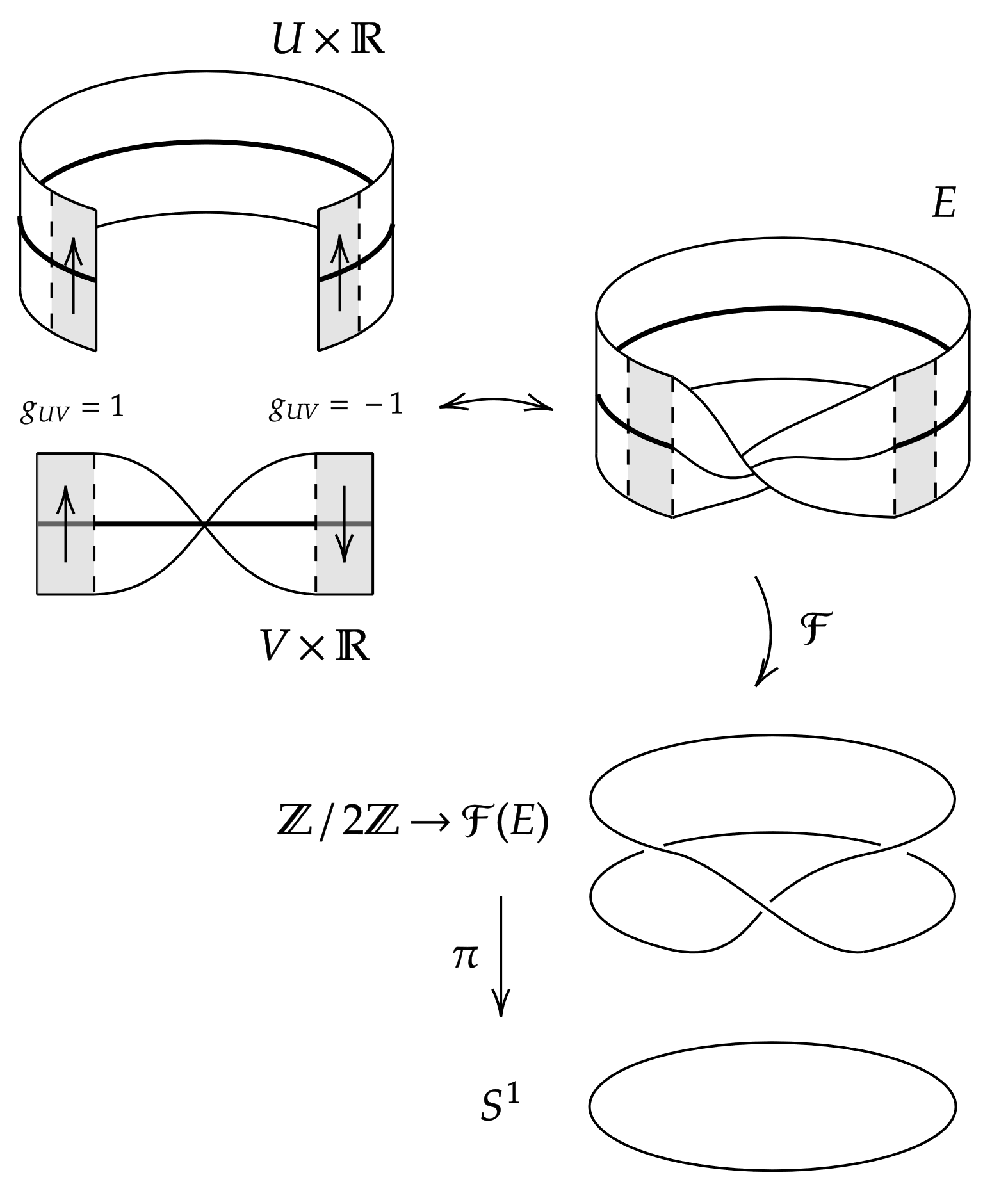
El paquet de marcs de la franja de Möbius és un principal no trivial -ajuntar sobre el cercle.

En matemàtiques, un fibrat de marc és un feix de fibres principal F(E) associat a qualsevol feix de vectors E. La fibra de F(E) sobre un punt x és el conjunt de totes les bases ordenades, o marcs, per a Ex. El grup lineal general actua de manera natural sobre F(E) mitjançant un canvi de base, donant al paquet de trama l'estructura d'un paquet GL(k, R) principal (on k és el rang de E).
El feix de trama d'una varietat llisa és l'associat al seu feix tangent. Per aquest motiu de vegades s'anomena fibrat de marc tangent.Sigui E → X un paquet vectorial real de rang k sobre un espai topològic X. Un marc en un punt x ∈ X és una base ordenada per a l'espai vectorial Ex. De manera equivalent, un marc es pot veure com un isomorfisme lineal
{\displaystyle p:\mathbf {R} ^{k}\to E_{x}.}
El conjunt de tots els fotogrames en x, denotat Fx, té una acció natural correcta pel grup lineal general GL(k, R) de matrius k × k invertibles: un element de grup g ∈ GL(k, R) actua sobre el marc. p mitjançant la composició per donar un nou marc
{\displaystyle p\circ g:\mathbf {R} ^{k}\to E_{x}.}
Aquesta acció de GL(k, R) sobre Fx és lliure i transitiva (això es desprèn del resultat d'àlgebra lineal estàndard que hi ha una transformació lineal invertible única que envia una base a una altra). Com a espai topològic, Fx és homeomòrfic a GL(k, R) encara que no té una estructura de grup, ja que no hi ha cap "marc preferit". Es diu que l'espai Fx és un torsor GL(k, R).
El fibrat de marcs de E, denotat per F(E) o FGL(E), és la unió disjunta de tots els Fx :
{\displaystyle \mathrm {F} (E)=\coprod _{x\in X}F_{x}.}
Cada punt de F(E) és un parell (x, p) on x és un punt de X i p és un marc en x . Hi ha una projecció natural π : F(E) → X que envia (x, p) a x. El grup GL(k, R) actua sobre F(E) a la dreta com a dalt. Aquesta acció és clarament lliure i les òrbites són només les fibres de π.
El paquet de trames F(E) pot rebre una topologia natural i una estructura de paquets determinada per la de E. Sigui (Ui, φi) una banalització local d'E. Aleshores, per a cada x ∈ U i es té un isomorfisme lineal φ i, x : E x → R k. Aquestes dades determinen una bijecció
{\displaystyle \psi _{i}:\pi ^{-1}(U_{i})\to U_{i}\times \mathrm {GL} (k,\mathbf {R} )}
donada per
{\displaystyle \psi _{i}(x,p)=(x,\varphi _{i,x}\circ p).}
Amb aquestes bijeccions, a cada π −1 (U i) es pot donar la topologia de U i × GL(k, R). La topologia de F(E) és la topologia final coinduïda pels mapes d'inclusió π −1 (U i) → F(E).